# Lone (rivière)
Pour les articles homonymes, voir Lone (homonymie).
La Lone est une rivière du Jura souabe, en Allemagne.

## Hydrographie

### Source

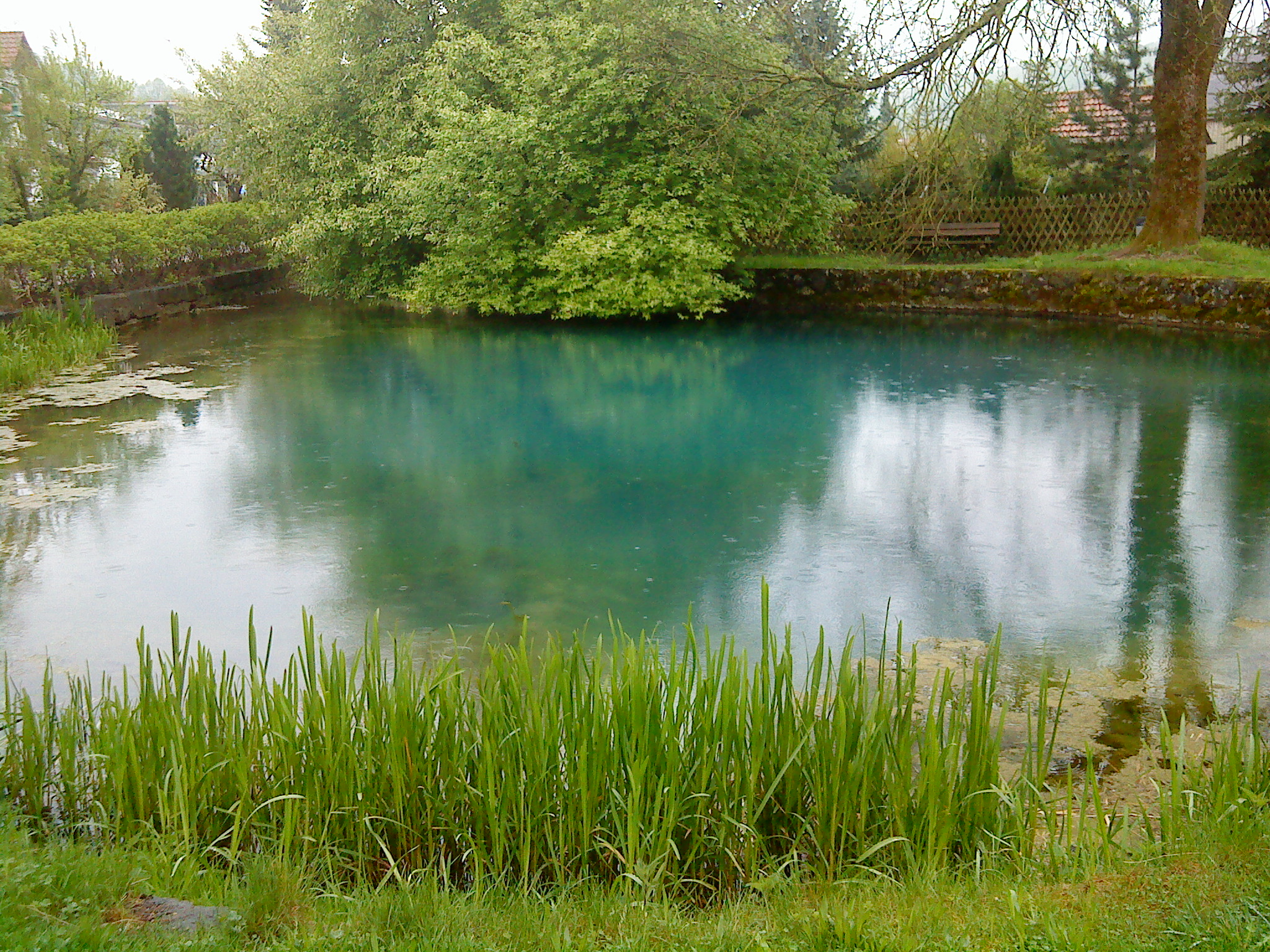
La source de la Lone à Urspring

La Lone prend sa source à 562 m à Urspring, un lieu-dit de la commune de Lonsee. La source est un point d'eau circulaire d'environ 10 m de diamètre et profond de 6 m. Cette résurgence karstique présente un débit moyen de 220 l/s (min. 4 l/s max. 1 840 l/s). Son bassin collecteur s'étend jusqu'à huit kilomètres à l'ouest de Nellingen. L'eau de la résurgence présente un éclat bleuté qui pourrait donner à croire qu'elle est potable, mais comme la plupart des sources karstiques du Jura Souabe, elle est fortement chargée en Nitrates, Keimen et autres intrants d'origine agricole. Des truites, introduite là par des pêcheurs, s'y ébattent. La grotte de Haldenstein, qui ne se trouve qu'à un 100 m de là, est une ancienne source de la Lone.
La source de la Lone est classée site naturel (numéro 842-50750044).

### Cours
Depuis sa source, la Lone s'écoule vers le sud-est, et arrose les villages de Lonsee, Westerstetten et Breitingen. À l'aval de Bernstadt, son cours oblique vers le nord-est et au terme de 38 km, elle se jette dans l'Hürbe à Giengen an der Brenz.
La Lone n'est plus aujourd'hui qu'un ruisseau encaissé. Elle est même souvent à sec sur plusieurs tronçons entre Westerstetten et Niederstotzingen (env. 1 500 m en amont de la confluence avec l'Hürbe), car ses eaux se perdent dans une multitude de karsts : son cours ne se devine plus qu'au fossés asséchés typiques du Jura. L'eau soutirée par ces karsts alimente en grande partie la source de la Nau, à Langenau, à 5 km environ au sud-est du cours moyen de la Lone.